# Eileen Saki
Eileen Saki (Los Angeles, 18 november 1943 – aldaar, 1 mei 2023) was een Amerikaanse actrice.
Ze werd vooral bekend als bareigenaresse Rosie uit de televisieserie M*A*S*H, hoewel ze eerst verscheen als een Koreaanse vrouw. Ook speelde ze gastrollen in series als Good Times, The Greatest American Hero en CHiPs.
Saki overleed op 79-jarige leeftijd aan de gevolgen van kanker.

## Filmografie
- M*A*S*H Televisieserie - Koreaanse vrouw (Afl., Bug Out, 1976)
- Good Times Televisieserie - Serveerster (Afl., Cousin Raymond, 1979)
- Meteor (1979) - Siberische vrouw
- CHiPs Televisieserie - Verpleegster Mishimo (Afl., A Simple Operation, 1981)
- History of the World, Part I (1981) - Slavin
- M*A*S*H Televisieserie - Rosie (7 afl., 1979-1981)
- The Greatest American Hero Televisieserie - Verpleegster (Afl., Live at Eleven, 1983)
- Splash (1984) - Dr. Fujimoto
- Victims for Victims: The Theresa Saldana Story (Televisiefilm, 1984) - Rol onbekend
- Boys Will Be Boys (Televisiefilm, 1997) - Barbecue Chef
- Without a Trace Televisieserie - Sally Lee (Afl., Shadows, 2004)